# Polycentropus variatus
Polycentropus variatus är en nattsländeart som beskrevs av Navás 1917. Polycentropus variatus ingår i släktet Polycentropus och familjen fångstnätnattsländor. Inga underarter finns listade i Catalogue of Life.